# Cœur noir
Pour l’article ayant un titre homophone, voir Cœurs noirs.
Le cœur noir est une maladie physiologique, ou maladie abiotique, de la pomme de terre qui se manifeste par le noircissement de la chair au centre du tubercule, sans que ce symptôme soit décelable de l'extérieur.
Cette maladie est causée par un manque d'oxygène ou un excès de gaz carbonique entravant la respiration. Elle peut se produire au champ, en cas d'humidité excessive ou de température du sol trop élevée, ou par excès de fertilisation azotée, ou bien plus généralement dans les phases de transport et de stockage par suite de ventilation insuffisante ou de températures trop basses (inférieures à 2 °C) ou trop élevées (supérieures à 30 °C).
La sensibilité à ce désordre physiologique est variable selon les variétés.